# Agarista
Agarista é um género botânico pertencente à família Ericaceae.

## Espécies
- Agarista albiflora
- Agarista anastomosans
- Agarista angustissima
- Agarista boliviensis
- Agarista populifolia
- Lista completa